# As-Sinaina
As-Sinaina (auch As-Sunainah oder As-Sunaynah) ist ein Dorf mit ca. 400 Einwohnern im Sultanat Oman. As-Sinaina liegt an den Ausläufern der Wüste Rub al-Chali und an der Autobahn Route 21. As-Sinaina ist seit Oktober 2006 administrativ auch ein Wilaya des Gouvernements Buraimi. Der Verwaltungsbezirk hat eine Größe von 2973 km² und eine Einwohnerzahl von 1385 Personen. Nahe der Ortschaft befinden sich archäologische Ausgrabungsstätten, darunter auch die Stätte hamlet of Harmuzi.